# Coming Through
Coming Through est un téléfilm britannique de Peter Barber-Fleming, diffusé en 1985.

## Fiche technique
- Titre original : Coming Through
- Réalisation : Peter Barber-Fleming
- Scénario : Alan Plater
- Costumes : Robin Fraser-Paye
- Photographie : Peter Greenhalgh
- Musique : Marc Wilkinson
- Production : Deirdre Keir ; Ted Childs (exécutif)

## Distribution
- Kenneth Branagh : D. H. Lawrence
- Helen Mirren : Frieda von Richtofen Weekley
- Alison Steadman : Kate
- Martin Brown : David Philip
- Felicity Montagu : Jessie Chambers
- Fiona Victory : Alice Dax